# جامع الوتاري (حارة)

تعديل مصدري - تعديل

جامع الوتاري هي إحدى حارات حي يريم بمدينة يريم أحد مدن محافظة إب، بلغ تعداد سكانها 642 نسمة حسب تعداد اليمن لعام 2004.